# مثبت زنكر
مثبت زنكر (بالإنجليزية: Zenker's fixative)‏ هو مثبت سريع المفعول للأنسجة الحيوانية. يستخدم لإعداد عينات من الأنسجة الحيوانية أو النباتية للدراسة المجهرية. يوفر تثبيتًا ممتازًا للكروماتين النووي وألياف النسيج الضام وبعض ميزات السيتوبلازم ولكنه لا يحافظ على العضيات السيتوبلازمية الحساسة مثل الميتوكوندريا. يُفضل مثبت هيلي (Helly) في الصَّبغ التقليدي للميتوكوندريا.
يحتوي مثبت زنكر على كلوريد الزئبق («مادة مسببة للتآكل») وثاني كرومات البوتاسيوم وكبريتات الصوديوم والماء وحمض الخليك. تُعتبر المثبتات المحتوية على كلوريد الزئبق أو ثنائي كرومات البوتاسيوم سامة، مما يجعل التخلص منها كنفايات خطرة مُكلفًا. يمكن استبدال كلوريد الزئبق بنفس الوزن من كلوريد الزنك الأقل سمية ولكن «زنك زنكر» الناتج قد لا يعطي نفس جودة التثبيت مثل الخليط الأصلي.
تم تسمية هذا المثبت على اسم كونراد زينكر، عالم الأنسجة الألماني الذي توفي عام 1894.

## محلول المخزون
يُصنع مثبت زنكر عادةً بـ 50 جم من كلوريد الزئبق، و25 جم من ثنائي كرومات البوتاسيوم، و10 جم من كبريتات الصوديوم (ديكاهيدراتي) والماء المقطر لإكمال 1000 مل.
قبل الاستخدام يضاف 5 مل من حمض الخليك الجليدي إلى 100 مل من المحلول. كل من محلول المخزون ومثبت زنكر الكامل مستقران لسنوات عديدة.

## مثبت هيلي
إذا استبدل حمض الخليك (الأسيتيك) الجليدي بـ 5 مل من الفورمالين (37-40٪ فورمالدهايد)، يكون المحلول الناتج هو مثبت هيلي، ويسمى أيضًا أحيانًا «فورمول-زينكر». يكون مثبت هيلي مستقرًا لبضع ساعات فقط لأن مكونات الفورمالديهايد وثنائي الكرومات تتفاعل، مما ينتج حمض الفورميك وأيونات الكروم (III)؛ يصبح المحلول برتقالي مخضر.